# Дэйли, Чак
Чарльз Джером «Чак» Дэйли (англ. Charles Jerome "Chuck" Daly; 20 июля 1930 года, Сент-Мэрис, Пенсильвания — 9 мая 2009 года, Джупитер, Флорида) — американский баскетбольный тренер, руководивший школьными, студенческими и профессиональными командами НБА. С национальной сборной США, легендарной «Dream Team», выиграл золотые медали Игр XXV Олимпиады (1992), двукратный чемпион НБА (1989—1990). Входит в число 10 лучших тренеров в истории НБА. Член Зала славы баскетбола.

## Тренер
Тренерская карьера Чака Дэйли началась в 1955 году в команде старшей школы Панксатони, продолжилась в командах Бостонского колледжа (1963—1969), Университета Дьюка (1969—1971) и Пенсильванского университета (1971—1977). С 1978 года он стал работать в НБА: сначала помощником главного тренера в команде «Филадельфия-76», с 1981 года — главным тренером «Кливленд Кавальерс», а в 1983 году встал у руля «Детройт Пистонс». В течение 9 сезонов, когда Дэйли руководил «Пистонс», его команда неизменно выходила в плей-офф, в 1988 году стала финалистом, а в 1989 и 1990 годах — чемпионом НБА.

## «Команда мечты»
В 1992 году Чак Дэйли возглавлял сборную США на Олимпийских играх в Барселоне. Выступление созданной Дэйли за семь недель до начала Олимпиады «Dream Team» — «команды мечты» — стало самым ярким событием Игр, оказавшим огромное влияние на развитие мирового баскетбола. Впервые в составе национальной сборной США выступили сильнейшие игроки НБА, из которых Дэйли составил команду, значительно превосходящую соперников по мастерству и таланту — все 8 матчей были выиграны «Dream Team» со средней разницей в 43,8 очка, а тренер за весь турнир не взял ни одного тайм-аута. В этой команде играли такие суперзвезды «на все времена», как Чарльз Баркли, Ларри Бёрд, Мэджик Джонсон, Майкл Джордан, Карл Мэлоун, Джон Стоктон, Патрик Юинг и другие. «На будущих Олимпиадах вы ещё увидите классные профессиональные сборные, однако ни одна из них не сможет сравниться с этой»,— эти слова Чака Дэйли оказались пророческими.

## Последние годы
После завершения Олимпийского турнира в Барселоне Дэйли работал в «Нью-Джерси Нетс» и «Орландо Мэджик», сезон 1998/1999 годов стал для него 14-м и последним качестве главного тренера клубов НБА.
В 1994 году Чак Дэйли был введён в Зал славы баскетбола в Спрингфилде, а в 1996 году был включён в список 10 лучших тренеров в истории НБА. В марте 2009 года у легендарного тренера был диагностирован рак поджелудочной железы, от которого он умер 9 мая того же года в городе Джупитер (штат Флорида) в возрасте 78 лет. У него остались жена Терри и их дочь Сидни. Дэйли был похоронен на территории мемориального парка Риверсайд в городке Теквеста.
Узнав о тяжёлой болезни Чака Дэйли, президент Ассоциации тренеров Рик Карлайл и исполнительный директор Майкл Голдберг объявили о том, что в знак поддержки Дэйли все тренеры ассоциации в течение плей-офф 2009 года будут носить значок с надписью «CD». Именем Чака Дэйли была названа новая награда — Chuck Daly Lifetime Achievement Award, которая будет ежегодно присуждаться одному из бывших или действующих тренеров за особый вклад в развитие спорта и профессии.
| Матчи в НБА | Матчи в НБА | Матчи в НБА          | Матчи в НБА    |
| Сезон       | Клуб        | Регулярный чемпионат | Плей-офф       |
| ----------- | ----------- | -------------------- | -------------- |
| 1981/82     | Кливленд    | 9—32                 | —              |
| 1983/84     | Детройт     | 49—33                | 2—3            |
| 1984/85     | Детройт     | 46—36                | 5—4            |
| 1985/86     | Детройт     | 46—36                | 1—3            |
| 1986/87     | Детройт     | 52—30                | 10—5           |
| 1987/88     | Детройт     | 54—28                | 14—9           |
| 1988/89     | Детройт     | 63—19                | 15—2           |
| 1989/90     | Детройт     | 59—23                | 15—5           |
| 1990/91     | Детройт     | 50—32                | 7—8            |
| 1991/92     | Детройт     | 48—34                | 2—3            |
| 1992/93     | Нью-Джерси  | 43—39                | 2—3            |
| 1993/94     | Нью-Джерси  | 45—37                | 1—3            |
| 1997/98     | Орландо     | 41—41                | —              |
| 1998/99     | Орландо     | 33—17                | 1—3            |
| Всего       |             | 638—437 (59,3 %)     | 76—51 (59,8 %) |

| Матчи Dream Team в Барселоне-1992       | Матчи Dream Team в Барселоне-1992 | Матчи Dream Team в Барселоне-1992 | Матчи Dream Team в Барселоне-1992 |
| Дата                                    | Стадия                            | Соперник                          | Результат                         |
| --------------------------------------- | --------------------------------- | --------------------------------- | --------------------------------- |
| 26 июля                                 | Групповой этап                    | Ангола                            | 116:48                            |
| 27 июля                                 | Групповой этап                    | Хорватия                          | 103:70                            |
| 29 июля                                 | Групповой этап                    | Германия                          | 111:68                            |
| 31 июля                                 | Групповой этап                    | Бразилия                          | 127:83                            |
| 2 августа                               | Групповой этап                    | Испания                           | 122:81                            |
| 4 августа                               | 1/4 финала                        | Пуэрто-Рико                       | 115:77                            |
| 6 августа                               | 1/2 финала                        | Литва                             | 127:76                            |
| 8 августа                               | Финал                             | Хорватия                          | 117:85                            |
| Всего: 8—0, ср. Р/О: 117,3—73,5 (+43,8) |                                   |                                   |                                   |